# Loughlinite
La loughlinite è un minerale.